# Paul Parker
Paul Andrew Parker (New Ham, Inglaterra, 4 de abril de 1964) es un exfutbolista inglés que se desempeñaba como lateral derecho. Capaz de desempeñarse por ambas bandas, su mejor época llegó a principios de los 90, cuando disputó con Inglaterra el Mundial 1990 y jugaba para el Manchester United.

## Clubes
| Club                | País       | Año         | Partidos | Goles |
| Fulham FC           | Inglaterra | 1982 - 1987 | 153      | 2     |
| Queens Park Rangers | Inglaterra | 1987 - 1991 | 125      | 1     |
| Manchester United   | Inglaterra | 1991 - 1996 | 105      | 2     |
| Derby County        | Inglaterra | 1996        | 4        | 0     |
| Sheffield United    | Inglaterra | 1996        | 10       | 0     |
| Fulham FC           | Inglaterra | 1997        | 3        | 0     |
| Chelsea FC          | Inglaterra | 1997        | 4        | 0     |
| Farnborough FC      | Inglaterra | 1997        | 0        | 0     |

- Datos: Q769780